# Drabescus fuscorufous
Drabescus fuscorufous är en insektsart som beskrevs av Kuoh 1985. Drabescus fuscorufous ingår i släktet Drabescus och familjen dvärgstritar. Inga underarter finns listade i Catalogue of Life.